# Radiosurgery
Radiosurgery (рус. Радиохирургия) — седьмой студийный альбом американской поп-панк-группы New Found Glory, выпущенный 4 октября 2011 года на лейбле Epitaph Records.

## Об альбоме
Группа начала писать новые демо для альбома в 2010 году после Honda Civic Tour 2010. New Found Glory записали диск за три месяца в домашней студии звукозаписи Нила Аврона . NFG отдали дань уважения классическому панк-року, который вдохновил их на создание группы в 90-х. Они старались создать такой звук, который бы «соединял промежуток» между старым и новым жанром. Что-то вроде ранних Green Day и Ramones.
Название диска это метафора медицинской процедуры — Радиохирургия. На тексты и название вдохновила ситуация из личной жизни, когда один из членов группы переносил развод, а именно Чед Гилберт, который развёлся с вокалисткой техаской инди-рок группы Eisley Шерри ДюПри. Идея альбома заключается в прохождении разных индивидуальных стадий расставания с близким человеком, во время которого появляются чувства сожаления, грусти и безумия.
Эта опухоль вызывается из за разочарования в жизни при этом человек не хочет вспоминать ничего и забыть всё. Опухоль — это воспоминания о том или ином событии или человеке, разрыв с которым заставляет вас чувствовать себя плохо, она прилипла к мозгу и стирает всю другую память. Вообще название альбома связано с тем, что Чед Гилберт переносил удаление опухоли на щитовидной железе, через четыре дня после того как его положили в больницу, он сообщил в своём личном микроблоге в Твиттере что операция прошла успешно.

## Список композиций
Слова и музыка всех песен — New Found Glory.
| №                   | Название                                            | Длительность |
| ------------------- | --------------------------------------------------- | ------------ |
| 1.                  | «"Radiosurgery"»                                    | 2:55         |
| 2.                  | «"Anthem for the Unwanted"»                         | 3:13         |
| 3.                  | «"Drill It in My Brain"»                            | 3:08         |
| 4.                  | «"I'm Not the One"»                                 | 3:22         |
| 5.                  | «"Ready, Aim, Fire!"»                               | 3:05         |
| 6.                  | «"Dumped"»                                          | 3:06         |
| 7.                  | «"Summer Fling, Don't Mean a Thing"»                | 2:58         |
| 8.                  | «"Caught in the Act"» (featuring Bethany Cosentino) | 3:00         |
| 9.                  | «"Memories and Battle Scars"»                       | 2:40         |
| 10.                 | «"Trainwreck"»                                      | 2:58         |
| 11.                 | «"Map of Your Body"»                                | 3:30         |
| Общая длительность: | Общая длительность:                                 | 33:48        |

| №                   | Название                         | Длительность |
| ------------------- | -------------------------------- | ------------ |
| 12.                 | «Separate Beds»                  | 2:31         |
| 13.                 | «Over Again»                     | 2:33         |
| 14.                 | «Sadness»                        | 3:09         |
| 15.                 | «Blitzkrieg Bop» (Ramones cover) | 2:03         |
| Общая длительность: | Общая длительность:              | 44:05        |